# Inname van Oppenheim
De inname van Oppenheim vond plaats op 14 september 1620 in Oppenheim in het keurvorstendom Palts tijdens de Paltse veldtocht. De stad werd zonder belegering door het Spaanse leger onder leiding van Ambrogio Spinola ingenomen.

## Voorgeschiedenis
De Paltse veldtocht was het gevolg van de Boheemse Opstand, waarbij de keurvorst van de Palts, Frederik V, tot koning van Bohemen gekroond werd. Keizer Ferdinand II voelde zich verraden en besloot niet alleen Bohemen te heroveren, maar ook alle andere bezittingen van Frederik in te nemen, waaronder het keurvorstendom Palts. Omdat de keizer geen geld en soldaten had liet hij de verovering van de Palts over aan Spanje, die het bezette en gebruikte voor de Spaanse Weg. In augustus 1620 verzamelde generaal Ambrogio Spinola hiervoor een groot leger in de Zuidelijke Nederlanden.

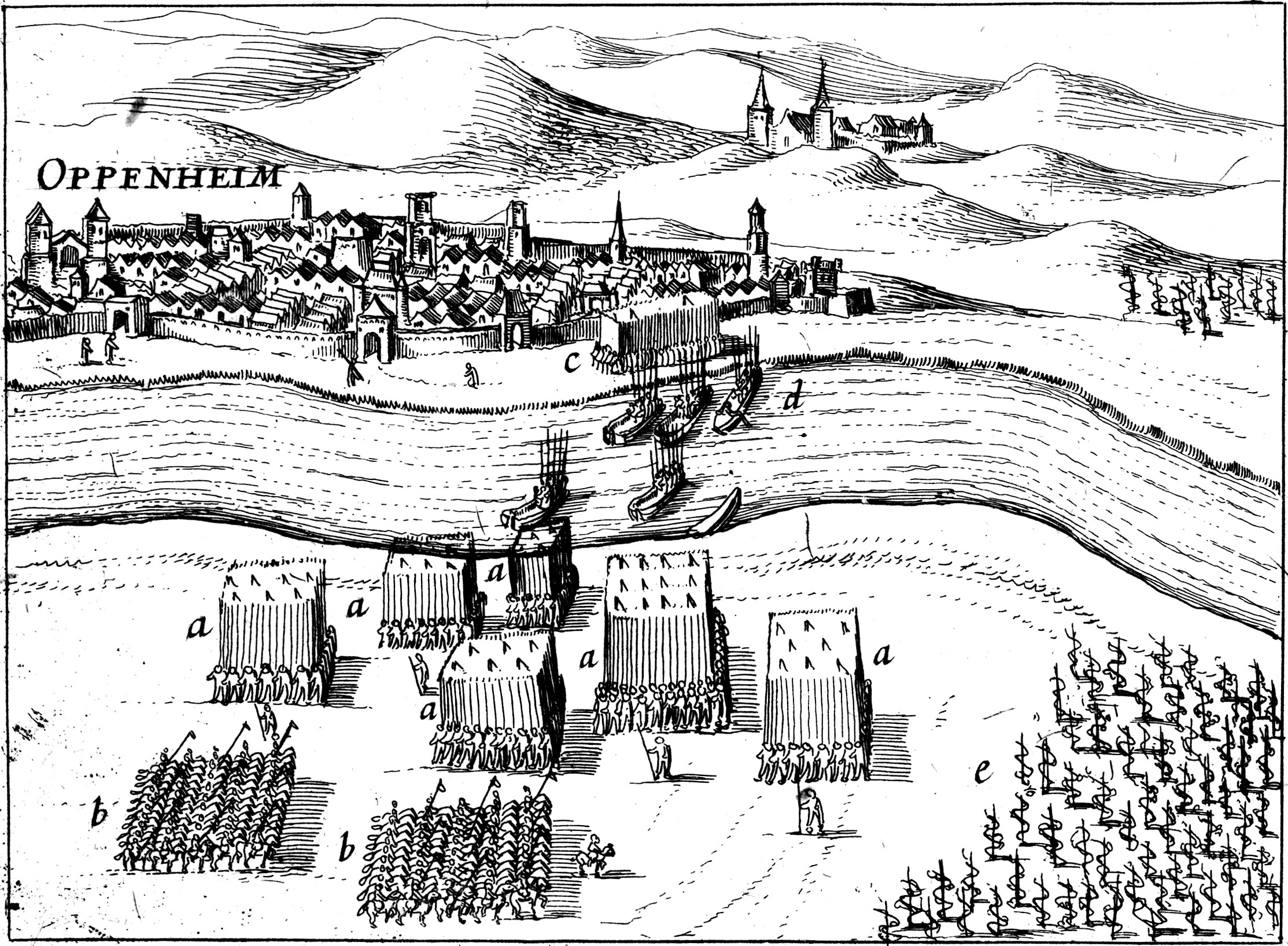
Oppenheim met het leger van de Protestantse Unie in augustus 1620

Op 30 augustus bereikte het Spaanse leger de Palts en op 10 september werden de steden Kreuznach en Alzey veroverd. Deze steden waren echter gemakkelijk door het leger van de Protestantse Unie te heroveren. Spinola moest dan ook op zoek naar een geschikte vestingstad om levensmiddelen, geld en munitie in te bewaren. Zijn oog viel op Oppenheim aan de linkeroever van de Rijn, dat "sterck beschanst was met hare Trencheen rontomme". In deze stad lag het grootste deel van het protestantse leger onder bevel van Joachim Ernst van Brandenburg-Ansbach. Oppenheim leek dus onneembaar. Spinola moest dus iets anders verzinnen dan een simpele belegering.

## Verloop
Vanuit Alzey trok Spinola in hoog tempo richting Worms. Worms maakte geen deel uit van het keurvorstendom Palts, maar wel was het een belangrijke stad voor de protestanten. Spinola probeerde het protestantse leger uit Oppenheim te lokken om het vervolgens in te nemen. Dit plan slaagde. Ansbach trok meteen naar Worms om die stad te verdedigen, waarbij hij een garnizoen van minder dan 1.000 infanteristen in Oppenheim achterliet. Ongeveer 25 kilometer voor Worms – bij zonsondergang – keerde het Spaanse leger om. Toen de protestanten Spinolas plan ontdekten was zijn leger nog maar vijf kilometer van Oppenheim verwijderd.
Op 14 september, bij zonsopgang, kwam Spinola aan in Oppenheim en nam de stad vrijwel zonder tegenstand in. Het garnizoen sloeg in paniek op de vlucht, waarbij ze enkele belegeraars doodden. De rest gaf zich over en mochten ongewapend de stad verlaten. In Oppenheim troffen de Spanjaarden veel levensmiddelen, munitie en wijn aan. Spinola liet als eerste de stad veilig te stellen voor een eventuele herovering door de protestanten. Hij liet de schipbrug herstellen, die op 18 september weer klaar voor gebruik was, en hij liet de versterkingen rondom de stad verbeteren.

## Gevolgen
De inname van Oppenheim was een grote tegenslag voor de Protestantse Unie. De stad werd ook wel de sleutel van de Palts genoemd en gaf de Spanjaarden de kans om diverse andere Paltse steden te veroveren, waaronder de hoofdstad Heidelberg. Spinola kon alleen niet zomaar dieper de Palts intrekken. Kreuznach, Alzey en Oppenheim moesten van garnizoen voorzien worden en veel soldaten waren uitgeput door ziekte en het zware werk. Hij stuurde daarom Diego de Salcedo naar Brussel om aan Albrecht van Oostenrijk een tercio Italianen en een aantal ruiters te vragen. Dat Oppenheim kwetsbaar was bleek op 23 september, toen de stad bijna belegerd werd door de protestanten. Daarom hield Spinola een overleg met zijn belangrijkste commandanten. Op 25 september hoorde hij dat de protestanten op 23 september bij Karden de Moezel waren overgestoken. Hierop besloot Spinola de stad Bacharach te veroveren om te voorkomen dat de protestanten zijn leger vanuit het noorden konden aanvallen.